# Асмік Широян
Асмік Широян (вірм. Հասմիկ Շիրոյան, нар. 20 квітня 1993 року, Єреван) — вірменська співачка, насамперед відома участю у четвертому сезоні «Голосу країни», а також у вірменському національному відборі на конкурс Євробачення у 2017 і 2018 роках.

## Біографія
Асмік народилася 20 квітня 1993 року у місті Єреван. Коли їй було три роки, її батьки покинули Вірменію і осіли у Дніпропетровську. Проживаючи в Україні, Широян вивчала вірменську мову, в п'ять років почала вчити гру на піаніно, а у віці 13 років розпочала співати. З 2008 по 2010 рік навчалася у Дніпропетровському медичному ліцеї, а також отримала диплом у галузі психології Дніпропетровського національного університету імені Олеся Гончара у 2015 році.[джерело?]

### Кар'єра
У 2014 році вирішила взяти участь у четвертому сезоні «Голосу країни» з польською піснею «Dziwny jest ten świat» Чеслава Немена. Вона приєдналася до команди Ані Лорак, однак покинула шоу вже у третьому раунді.
У 2016 році Асмік вирішила поборотися у вірменському національному відборі на конкурс Євробачення, приєднавшись після прослуховування до команди Івети Мукучян. Вона покинула шоу у четвертому раунді, що спричинило обурення серед глядачів, які створили онлайн-петицію, щоб повернути її на конкурс. По завершенні конкурсу Широян вперше виступила з концертом у рідному місті, Єревані. Наприкінці того ж року розпочала роботу з лейблом «The Famous Company».
27 грудня 2017 року було підтверджено, що Асмік повернеться на національний відбір у 2018 році. Її пісня «You & I» була представлена 17 січня 2018 року і дозволила їй пройти з другого півфіналу у фінал, де вона посіла 5 місце.

## Дискографія

### Сингли
| Сингл                | Рік  | Найвища сходинка чарту | Альбом              |
| Сингл                | Рік  | УКР                    | Альбом              |
| -------------------- | ---- | ---------------------- | ------------------- |
| «The Code»           | 2016 | —                      | Позаальбомні сингли |
| «Mine Alone»         | 2017 | —                      | Позаальбомні сингли |
| «Got a Love for You» | 2017 | —                      | Позаальбомні сингли |
| «You & I»            | 2018 | —                      | Позаальбомні сингли |

## Соціальні мережі
- Facebook
- Instagram
- Twitter
- YouTube [Архівовано 2 липня 2019 у Wayback Machine.]
- SoundCloud